# Résolution 1314 du Conseil de sécurité des Nations unies
Membres permanents
- Chine
- États-Unis
- France
- Royaume-Uni
- Russie

Membres non permanents
- Argentine
- Bangladesh
- Canada
- Jamaïque
- Malaisie
- Mali
- Namibie
- Pays-Bas
- Tunisie
- Ukraine

Résolution no 1313 Résolution no 1315
La résolution 1314 du Conseil de sécurité des Nations unies a été adoptée à l’unanimité le 11 août 2000. Après avoir rappelé la résolution 1261 (1999) sur les enfants et les conflits armés et d’autres résolutions, notamment 1265 (1999), 1296 (2000) et 1306 (2000), le Conseil de sécurité a exprimé sa préoccupation face à l'impact des conflits sur les enfants et à l'utilisation d'enfants soldats, et s'est déclaré disposé à envisager de nouvelles mesures en vertu de la Charte des Nations unies lorsqu'il s'agirait de traiter des situations impliquant des enfants dans les conflits armés. 
Contrairement à la résolution 1261 (1999) portant sur le même sujet, la résolution 1314 a établi des mesures plus ciblées pour protéger les enfants pendant et après les conflits. 

## Résolution

### Préambule
Le 25 mai 2000, l’Assemblée générale a adopté le Protocole facultatif concernant l’implication d’enfants dans les conflits armés à la Convention relative aux droits de l'enfant. Le Conseil de sécurité a souligné la nécessité pour toutes les parties de respecter les principes du droit international, notamment ceux contenus dans la Charte des Nations unies, dans la Convention concernant l'interdiction et l'action immédiate pour l'élimination des pires formes de travail des enfants (Convention 182 de l'Organisation internationale du travail), dans le Statut de Rome de la Cour pénale internationale et la convention d’Ottawa. Des initiatives régionales ont également été mises en œuvre.

### Dispositif
Le Conseil de sécurité a réaffirmé qu'il condamnait femrement le ciblage délibéré des enfants pendant les conflits armés et l’impact de ces conflits sur les enfants. Il rappel qu'il est de la responsabilité de tous les États de mettre fin à l’impunité des coupables de génocide, de crimes contre l’humanité et de crimes de guerre. Toutes les parties impliquées dans un conflit armé ont été exhortées à respecter le droit international, en particulier les Conventions de Genève et leurs Protocoles additionnels, la Convention des Nations unies relative aux droits de l’enfant et son Protocole facultatif.
Les parties impliquées dans un conflit ont été appelées à fournir protection et assistance aux réfugiés et aux personnes déplacées à l’intérieur d'un pays, en particulier aux femmes et aux enfants, et à faciliter l’acheminement de l'aide humanitaire. Le Conseil s’est déclaré préoccupé par les liens entre les conflits armés et le commerce illicite des ressources naturelles ainsi que le trafic d’armes. À cet égard, il a annoncé son intention d’envisager de nouvelles mesures. Le ciblage délibéré de civils, y compris d’enfants, constitue une violation du droit international humanitaire et des droits de l’homme.
La résolution appelle à édicter des normes visant à protéger les enfants, notamment le désarmement, la démobilisation et la réintégration des enfants soldats et l’inclusion de conseillers à la protection de l’enfance dans les opérations de maintien de la paix. Une attention particulière doit être accordée aux vulnérabilités des filles touchées par les conflits. Le Conseil a réitéré sa position selon laquelle les enfants devraient avoir accès aux services de base pendant et après les conflits. Il a également indiqué sa volonté d’examiner les conséquences imprévues sur les enfants des mesures coercitives adoptées en vertu de l’article 41 de la Charte des Nations unies.
Le Conseil a salué les initiatives prises par les organisations régionales et sous-régionales pour protéger les enfants dans les conflits armés et les engage vivement à: 
a) envisager de créer des unités de protection de l’enfance ;
b) envisager d’inclure le personnel de protection de l’enfance dans leurs opérations de maintien de la paix et sur le terrain ;
c) prendre des initiatives pour mettre fin aux activités transfrontalières préjudiciables aux enfants ;
d) allouer des ressources en faveur des enfants en période de conflit armé ;
e) inclure une perspective de genre dans toutes les politiques et tous les programmes de protection de l’enfance ;
f) envisager des initiatives régionales en vue de la pleine mise en œuvre de l’interdiction des enfants soldats.
Tous les pays ont été exhortés à demander la libération des enfants enlevés et à encourager la participation des jeunes aux initiatives de paix. Enfin, le secrétaire général Kofi Annan a été prié de poursuivre ses rapports et de soumettre un rapport sur la mise en œuvre de la résolution 1314 et de la résolution 1261 (1999) avant le 31 juillet 2000.

## Voir également
- Résolution 1261 du Conseil de sécurité des Nations unies